# لندنستاني (رواية)
لندنستاني (بالإنجليزية: Londonstani)‏ هي أول روايات الروائي الإنجليزي غوتام مالكاني، ونشرت في عام 2006 في  المملكة المتحدة. 
عنوان الرواية مشتق من اسم مدنية لندن، وموضوع الرواية هو حياة الجيل الثاني والثالث من المهاجرين الجنوب آسيويين. 